# Siergiej Ogorodnikow
Siergiej Siergiejewicz Ogorodnikow, ros. Сергей Сергеевич Огородников (ur. 21 stycznia 1986 w Irkucku, zm. 24 czerwca 2018) – rosyjski hokeista.

## Kariera
- Dinamo 2 Moskwa (2001–2003)
- THK Twer (2003–2004)
- CSKA Moskwa / CSKA Moskwa 2 (2004–2005)
- Saławat Jułajew Ufa (2005/2006)
- Pensacola Ice Pilots (2006/2007)
- Bridgeport Sound Tigers (2006/2007)
- CSKA Moskwa / CSKA Moskwa 2 (2007/2008)
- Mietałłurg Nowokuźnieck (2007–2009)
- HK Homel (2009–2011)
- Awtomobilist Jekaterynburg (2011–2012)
- THK Twer (2012)
- Łada Togliatti (2012–2013)
- Dizel Penza (2014–2015)
- Saryarka Karaganda (2015)
- HK Riazań (2015–2016)
- HK Homel (2016)
- Jermak Angarsk (2016–2017)
- Podhale Nowy Targ (2017–2018)

Wychowanek klubu Olimpija Irkuck w rodzinnym mieście, gdzie był szkolony przez swojego ojca Siergieja Romanowicza, mającego tytuł Zasłużonego Trenera. Karierę rozwijał w moskiewskich klubach Dinamo i CSKA. W barwach reprezentacji juniorskich Rosji uczestniczył w turniejach mistrzostw świata juniorów do lat 18 w 2004 oraz mistrzostw świata juniorów do lat 20 w 2006. W drafcie NHL z 2004 został wybrany przez New York Islanders. W sezonie 2006/2007 grał w amerykańskich zespołach z lig AHL i ECHL. Występował w sezonach rosyjskich rozgrywek superligi, KHL, WHL, a także w białoruskiej ekstralidze. Od czerwca 2017 zawodnik Podhala Nowy Targ w rozgrywkach Polskiej Hokej Ligi w sezonie 2017/2018. W swoim ostatnim meczu 23 marca 2018 (Podhale – Cracovia) wykonał decydujący najazd w pomeczowej serii rzutów karnych, który przesądził o zdobyciu brązowego medalu mistrzostw Polski przez nowotarską drużynę. Przed nowym sezonem 2018/2019 miał przejść do drużyny ówczesnego mistrza Polski, GKS Tychy.
24 czerwca 2018 poniósł śmierć w wyniku wypadku na skuterze wodnym. Był żonaty, miał córkę.

## Osiągnięcia
Reprezentacyjne
- Złoty medal mistrzostw świata juniorów do lat 18: 2004
- Srebrny medal mistrzostw świata juniorów do lat 20: 2006

Klubowe
- Brązowy medal mistrzostw Białorusi: 2010 z HK Homel
- Brązowy medal mistrzostw Polski: 2018 z Podhalem Nowy Targ

Indywidualne
- Polska Hokej Liga (2017/2018)[18]:
  - Drugie miejsce w klasyfikacji strzelców w fazie play-off: 9 goli
  - Pierwsze miejsce w klasyfikacji asystentów w fazie play-off: 11 asyst
  - Pierwsze miejsce w klasyfikacji kanadyjskiej w fazie play-off: 20 punktów